# بنزوفوران
بنزوفوران (به انگلیسی: Benzofuran) یک ترکیب شیمیایی با شناسه پاب‌کم ۹۲۲۳ است.